# Seznam osebnosti iz Občine Moravče
Seznam osebnosti iz Občine Moravče vsebuje osebnosti, ki so se tu rodile, delovale ali umrle.

## Publicistika
- Vatroslav Grill, publicist, urednik, javni delavec v Združenih državah Amerike (1899, Soteska pri Moravčah – 1976, Santa Clara, Kalifornija)

## Religija
- Janez Krstnik Strniša, nabožni pisec, duhovnik (okoli 1670, Kranjska – po 1723, ?): kaplan v Moravčah
- Mihael Opeka, pesnik, pridigar, duhovnik, kanonik (1871, Vrhnika – 1938 Ljubljana): kaplan v Moravčah, 1898
- Jožef Partel, duhovnik, nabožni pesnik (1805, Škocjan – 1865, Češnjice pri Moravčah)
- Mihael Peternel, šolnik, domoznanski pisec, duhovnik (1808, Nova Oselica – 1884 Ljubljana): kaplan v Moravčah, 1839
- Anton Pintar, nabožni pisec, duhovnik (1817, Železniki – 1881 Zali Log): kaplan v Moravčah, 1853–1861
- Franc Tomaž Pogačnik, teolog, filozof (okoli 1739, ? – 1799, Moravče)
- Valentin Tomc, organizator, duhovnik (1886, Moravče – 1970, Ljubljana)
- Janez Veider, duhovnik, umetnostni zgodovinar (1896, Mengeš – 1964 Ljubljana): upravitelj župnije v Pečah pri Moravčah
- Janez Zupančič, nabožni pisec, duhovnik (1819, Šmarje - Sap – 1895 Radomlje): kaplan v Moravčah, 1852

## Umetnost in kultura
- Maks Pirnat, poljudnoznanstveni pisatelj (1875, Zgornji Tuštanj, Moravče – 1933, Ljubljana)

### Glasba
- Danilo Cerar, glasbenik, skladatelj (1896, Moravče – ?)
- Mary Grill – Ivanuš, operna pevka, igralka, publicistka (1903, Soteska pri Moravčah – 1990, Cleveland, Združene države Amerike)
- Andrej Ferdinand Malahovski, izdelovalec orgel (1813, Češka – 1887 Ljubljana): naredil orgle za Moravče
- Ivan Milavec, izdelovalec orgel (1874, Logatec – 1915 Ljubljana): izdelal orgle za Vrhpolje pri Moravčah, 1898
- Jurij Slatkonja, glasbenik, duhovnik, škof (1456, Ljubljana – po 1522, Dunaj): pevovodja v župniji Moravče
- Gvido Učakar, glasbenik, skladatelj (1912, Moravče – 1986, Ljubljana)
- Mara Vilar – Moravška Mara, ljudska pevka
- Tomaž Pirnat, glasbenik, dirigent

### Slikarstvo, kiparstvo, fotografija
- Anton Cebej, slikar (1722, Šturje, Ajdovščina – 1774/1775, ?): ustvaril freske za cerkev sv. Martina v Moravčah in za druge okoliške cerkve
- Fran Klemenčič, slikar (1880, Ljubljana – 1961, Ljubljana): slikar Moravške doline
- Tine Kos, akademski kipar (1894, Češnjice pri Moravčah – 1979, Ljubljana)
- Leopold Layer, slikar (1752, Kranj – 1828 Kranj): avtor slike sv. Martina z moravško pokrajino
- Peter Markovič, slikar (1866, Rožek, Avstrija – 1929 Rožek, Avstrija): za Moravče naslikal Mater Božjo pod križem, Stigmatizacijo sv. Frančiška in sv. Alojzija
- Janez Povirek/Ivan Povirek, kipar (1892, Križevska vas, Dol pri Ljubljani – 1920, Moravče)
- Davorin Rovšek, fotograf, kinematografski podjetnik (1867, Gabrje pod Limbarsko Goro, Moravče – 1949, Ljubljana)
- Andrej Rovšek mlajši, podobar, kipar (1864, Gabrje pod Limbarsko Goro, Moravče – 1907, Ljubljana)
- Andrej Rovšek starejši, podobar (1836, Ljubljana – 1907, Gabrje pod Limbarsko Goro, Moravče)
- Jožef Ignac Tiwaldi, slikar (? – 1739 Ljubljana): deloval v Moravčah med 1700 in 1740?
- Blaž Slapar, slikar, oblikovalec (1982, Ljubljana)
- Rajko Slapernik, slikar, restavrator (1896, Sveta Trojica v Slovenskih goricah – 1975, Ljubljana): restavrator fresk v graščini v Zalogu pri Moravčah
- Janez Verbnik, kipar (1733, Kranj – 1805, Dob): avtor glavnega oltarja v cerkvi v Moravčah?
- Ivan Vrečar, podobar (1887, Tuštanj pri Moravčah – 1959, ?)
- Ivan Zajec, kipar (1869, Ljubljana – 1952 Ljubljana): avtor doprsnega kipa Jurija Vege v Moravčah

### Književnost
- Vaclav Bril, pisatelj, pesnik (1835, Moravče – 1855, Polhov Gradec)
- Fran Detela, pisatelj, dramatik (1850, Moravče – 1926, Ljubljana)
- Tatjana Kokalj, pisateljica (1956, Moravče)
- Anton Oliban, pesnik, prevajalec, duhovnik, narodni buditelj (1824, Moravče – 1860, Prevalje)
- Andrej Orehek, pripovednik (1878, Krašce pri Moravčah – 1935, Ljubljana)
- Feliks Šarec, pripovednik (1868, Ljubljana – 1892, Moravče)
- Jože Urbanija, ljudski pisatelj, pesnik, dramaturg, publicist (1886, Spodnja Dobrava, Moravče – 1955, Ljubljana)
- Dane Zajc, pesnik, dramatik, esejist, knjižničar (1929, Zgornja Javoršica pri Moravčah – 2005, Golnik)

## Šolstvo
- Mavricij Bergant, pedagog (1900, Krašce pri Moravčah – 1965, ?)
- Srečko Berlot, učitelj, družbenopolitični delavec (1904, Kanal na Primorskem – 1974, ?): učitelj, ravnatelj v Moravčah
- Ivanka Cegnar, učiteljica (1884, Škofja Loka – 1968 Trst): poučevala v osnovni šoli v Vrhpolju pri Moravčah, 1904–1911
- Janko Grad, pedagoški pisatelj (1875, Peče, Moravče – ?)
- Radovan Klopčič, pedagoški pisatelj, ilustrator (1898, Moravče – 1992, ?)
- Lovro Letnar, šolnik (1855, Komenda – 1913 Mengeš): nadučitelj v Moravčah
- Fran Marolt, šolnik, glasbenik, publicist (1865, Ljubljana – 1945 Ljubljana): narisal načrt šolske občine Moravče
- Lovro Požar, pedagog, pisatelj (1855, Vrhpolje pri Moravčah – 1946, Ljubljana)
- Ernest Tiran, šolnik, pisatelj (1899, Ljubljana – 1966 Vojnik): učitelj v Moravčah, 1922–1924
- Janko Toman, učitelj, gospodarstvenik (1863, Žužemberk – 1945, ?): učitelj, ravnatelj v Moravčah, ustanovitelj različnih društev in gospodarskih ustanov
- Alenka Vidic, komunikologinja, profesorica retorike

## Humanistika in znanost
- Anton Rožič, knjižničar, pisec literarne zgodovine (okoli 1787, Moravče – ?)
- Josip Mal, zgodovinar, strokovni pisatelj (1884, Pretrž, Moravče – 1978, Ljubljana)
- Jurij Vega, matematik, fizik, geodet, meteorolog, plemič, topniški častnik (1754, Zagorica, Moravče – 1802, Dunaj)

## Pravo, uprava, politika
- Milan Balažic, politolog, politik, diplomat, župan (1958, Ljubljana)
- Jože Lavrič, pravnik, agrarni ekonomist, statistik, prevajalec, publicist (1903, Moravče – 1973, Ljubljana)
- Janez Učakar, partizan, polkovnik, narodni heroj (1918, Limbarska Gora – 1995, Ljubljana)
- Maksimiljan Lavrinc, politik, poslanec, pravnik (1948, Vrhpolje pri Moravčah – 2016, ?)
- Ljudmila Novak, političarka, evropska poslanka, županja (1959, Maribor)
- Anton Rak, pravnik, bančnik (1803, Moravče – 1864, Ljubljana)
- Valentin Rožič, politik, publicist (1878, Vrhpolje pri Moravčah – ?)
- Matjaž Kočar, prvi župan občine, veterinar (1960, Ljubljana)

## Šport
- Primož Peterka, smučarski skakalec (1979, Ljubljana)
- Lovro Kos, smučarski skakalec (1999, Ljubljana)